# Dimítris Papaïoánnou (football)
Pour les articles homonymes, voir Dimítris Papaïoánnou et Papaioannou.
Dimítris Papaïoánnou (en grec : Δημήτρης Παπαϊωάννου), souvent appelé Mímis Papaïoánnou (Μίμης Παπαϊωάννου), né à Véria le 23 août 1942 et mort le 15 mars 2023 à Athènes est un footballeur grec, au poste d'attaquant.

## Biographie
Il fut le buteur de l'AEK Athènes et de l'équipe de Grèce durant les années 1960-1970. 
Courtisé par le Real Madrid au milieu des années 1960, il reste fidèle à l'AEK avec lequel il remporte cinq titres de champion de Grèce (1963, 1968, 1971, 1978, 1979) et deux coupes de Grèce (1966, 1978). Il est aussi meilleur buteur du championnat en 1964 et 1966.
Il obtient 61 sélections en équipe de Grèce et marque 21 buts.
En 1980, il part terminer sa carrière dans le championnat américain (NASL) aux Pancyprian de New York où il est entraîneur-joueur.
Avec ses 234 buts marqués sous le maillot de l'AEK, il est le deuxième meilleur buteur de tous les temps du championnat grec, derrière Thomás Mávros (261).